# ソニックソングス
株式会社ソニックソングスはかつて存在した、声優に重きを置いた芸能プロダクション。平成26年3月解散。主に劇団・アーチストのマネージメント、上演企画運営を行っていた。

## 概要
劇団キュリオシティを運営し、演劇上映会（ソニックシアター）を開催していた。

## 所属声優
- 西原翔吾
- 山本佳菜子
- 漆原綾
- 城田麻衣